# Michael Edlinger
Michael Edlinger (* 22. März 1991 in Horn in Niederösterreich) ist ein österreichischer Schauspieler.

## Leben
Michael Edlinger wuchs in Eggenburg auf, wo er mit der dortigen Theatergruppe im Stück Das Tagebuch der Anne Frank auf der Bühne stand. Seine Schauspielausbildung absolvierte er an der 1st filmacademy in Wien.
Bei den Freilichtspielen Seelbach spielte er 2012 in Hamlet und 2013 in Robin Hood, bei den Altmühlseefestspielen in Muhr am See stand er 2013 in Maria Stuart und Ein gemeiner Trick auf der Bühne. Am Theater in der Josefstadt wirkte er 2014 in Die Schüsse von Sarajevo und in der Nestroy-Posse Der Zerrissene sowie 2015 in Eine dunkle Begierde mit. 2015 drehte er für die ORF-Fernsehserie CopStories, 2016 stand er für Dreharbeiten zum ORF/ZDF-Fernsehfilm Die Muse des Mörders und einer Episode der Fernsehserie SOKO Kitzbühel vor der Kamera.
In der ORF/ARD-Fernsehreihe Blind ermittelt verkörpert er seit 2018 an der Seite von Jaschka Lämmert als Polizistin Laura Janda deren Assistenten Peter Lassmann.

## Filmografie (Auswahl)
- 2015: SOKO Donau – Alles wird gut
- 2015: Bystander Effect (Kurzfilm)
- 2015: Tatort: Grenzfall
- 2017: Maximilian – Das Spiel von Macht und Liebe
- 2017: Mathias (Kurzfilm)
- 2017: Schnell ermittelt – Carlo Michalek
- 2017: SOKO Kitzbühel – Liebe bringt den Tod
- 2017: Trakehnerblut
- 2018: SOKO Donau – Nachts in Friedensruh
- seit 2018: Blind ermittelt (Fernsehreihe)
  - 2018: Die toten Mädchen von Wien
  - 2019: Blutsbande (Die verlorenen Seelen von Wien)
  - 2019: Das Haus der Lügen (Der Feuerteufel von Wien)
  - 2020: Zerstörte Träume (Tod im Fiaker)
  - 2021: Endstation Zentralfriedhof (Lebendig begraben)
  - 2022: Tod im Prater
  - 2022: Die nackte Kaiserin
  - 2023: Tod im Weinberg
  - 2023: Mord an der Donau (Tod an der Donau)
  - 2024: Tod im Kaffeehaus
  - 2024: Tod im Palais (Totenreich)
- 2018: Die Muse des Mörders
- 2018: Ein wilder Sommer – Die Wachausaga
- 2019: M – Eine Stadt sucht einen Mörder (Miniserie)
- 2019: Tatort: Glück allein
- 2019: Vorstadtweiber (Fernsehserie)
- 2019: Stadtkomödie – Der Fall der Gerti B.
- 2019: Vienna Blood – Königin der Nacht
- 2020: Letzter Wille – Fahrräder (Fernsehserie)
- 2021: Familiensache (Fernsehserie)
- 2021: Landkrimi – Vier (Fernsehreihe)
- 2022: Alles finster – Überleben für Anfänger (Fernsehserie)
- 2023: Der Metzger traut sich (Fernsehfilm)
- 2023: Pulled Pork
- 2024: Andrea lässt sich scheiden
- 2024: Die Fälle der Gerti B. (Fernsehserie)
- 2024: Zwei gegen die Bank (Fernsehfilm)
- 2024: Pfau – Bin ich echt?
- 2024: Landkrimi – Steirermord (Fernsehreihe)
- 2025: Wiener Blut – Berggericht (Fernsehreihe)